# Binsted
Binsted – wieś w Anglii, w hrabstwie Hampshire, w dystrykcie East Hampshire. Leży 36 km na wschód od miasta Winchester i 66 km na południowy zachód od Londynu. W 2001 miejscowość liczyła 1635 mieszkańców.